# 昂纳米-波丘里语支
昂纳米-波丘里语支是汉藏语系一个小支，分布在那加兰邦南部和印度东北的曼尼普尔北部。传统上视作“那加语支”的一部分，但其实它们和其他那加语支语言关系并不密切，并被保守地分类为汉藏语系的独立一支。
Coupe （2012）认为奥语支和昂纳米-波丘里语支关系最为密切并形成一个更大的昂纳米-奥语支。

## 语言
昂纳米语支包括：
- 昂纳米语
- 乔克里语 （Chakri, Chakhesang）
- Kheza language（英语：Kheza language）
- Sopvoma language（英语：Sopvoma language）（Mao）

- 普马语 （Poumai）

波丘里语支包括：
- 波丘里语
- Ntenyi language（英语：Ntenyi language）（北Rengma）

- Rengma language（英语：Rengma language）
- 须弥语

据Burling（2003）Rengma–须弥语群可能形成第三个语支。